# Prosvjedi u Beogradu 5. listopada 2000.
Prosvjedi 5. listopada 2000. u Beogradu prisilili su tadašnjeg predsjednika SR Jugoslavije, Slobodana Miloševića, da prihvati poraz na izborima.

## Pozadina događaja
Nakon objavljivanja vijesti da je oporbeni kandidat Vojislav Koštunica na predsjedničkim izborima dobio 49% glasova (1% manje od potrebnoga) i da će biti održan drugi izborni krug, Demokratska opozicija Srbije poziva građane da se 5. listopada 2000. godine okupe ispred Savezne skupštine kako bi se suprotstavili velikoj izbornoj krađi koju je Savezna izborna komisija provela po zapovijedi Slobodana Miloševića. DOS je ultimativno zatražio da Slobodan Milošević do četvrtka, 5. listopada, u 15,00 prizna izbornu volju građana izraženu na saveznim, predsjedničkim i lokalnim izborima održanim 24. rujna 2000. Također je zahtijevano da glavni direktor, glavni urednik i uređivači Radio-televizije Srbije podnesu ostavke, a da RTS promijeni uređivačku politiku i omogući objektivno informiranje o zbivanjima u Srbiji. DOS je zahtijevao i da se svi uhićeni puste na slobodu i da se povuku tjeralice i kaznene prijave pokrenute protiv onih koji su prosvjedovali za poštovanje izborne volje građana Srbije.

## „Drugog kruga neće biti”
Predsjednik Savezne izborne komisije je obavijestio predsjednike izbornih jedinica da su „privedene kraju pripremne radnje“ za drugi krug predsjedničkih izbora, 8. listopada. Vojislav Koštunica je zatražio od Slobodana Miloševića priznanje poraza u prvom krugu predsjedničkih izbora i ukazao na opasnost izbijanja otvorenih sukoba u Srbiji:

## Prosvjedi
Pristalice DOS-a dolazile su u Beograd od ranog jutra, organizirano iz više pravaca, iz cijele Srbije, a predvodili su ih vođe te koalicije. Oko 15,00 građani okupljeni na mitingu ispred Skupštine pokušavaju ući u zgradu.

### Demonstranti
Velika skupina ljudi oko 15,35 kroz prozor je ušla u jugoslavenski parlament. Policija je uspjela velikom količinom suzavaca rastjerati znatan broj demonstranata.
Više desetina građana ušlo je oko 16,00 u Saveznu skupštinu, dok su se policajci koji su do tada čuvali zgradu povukli. Iz desnog krila Skupštine vijorio se gust, crni dim, a gotova sva stakla na zgradi polupana su. Demonstranti su demolirali nekoliko policijskih vozila u Kosovskoj ulici iza jugoslavenskog parlamenta. Tijekom sukoba policije i demonstranata čula se i pucnjava iz vatrenog oružja. Zapovjednik beogradske policije zatražio je oko 17,00 razgovor s predstavnicima DOS-a. Oko 18,00 pripadnici policijske postaje u ulici Majke Jevrosime polažu oružje i priključuju se demonstrantima. Na hitnu pomoć primljeno je više desetina građana s lakšim ili težim ozljedama. U blizini zgrade RTS policija je bacila suzavac, dok se bager pokušao probiti do ulaza.

### RTS u plamenu
Zgrada RTS-a u Takovskoj ulici potom je zapaljena, a redovni program prestao je s emitiranjem poslije 17,00. Na sva tri programa emitirani su spotovi, reklame i snimljene emisije. Radio televizija Studio B od poslijepodne počinje emitirati redovne vijesti o zbivanjima na ulici. Kasnije jedna za drugom i sve ostale televizije počinju izvještavati o stvarnim događajima na beogradskim ulicama. Jedini elektronski medij koji je i prije i u tijeku 5. listopada slobodno i profesionalno izvještavao o postizbornoj krizi i prosvjedima bio je Radio Indeks.

## Noć između 5. i 6. listopada
Novoizabrani predsjednik SRJ Vojislav Koštunica obratio se predvečer građanima s terase Skupštine grada Beograda, a potom i preko RTS-a. DOS je formirala krizni štab za ključne funkcije u zemlji u koordinaciji s novim predsjednikom, a predstavnici iste koalicije razgovarali su tijekom noći s čelnicima državne i javne sigurnosti. Ispred Skupštine prvo jutro bez diktatora na vlasti dočekao je velik broj ljudi.

## Priznanje poraza
6. listopada Milošević preko televizije i službeno priznaje izborni poraz. Dan poslije novi predsjednik Vojislav Koštunica polaže prisegu.